# 原井和也
原井 和也（はらい かずや、1968年6月17日 - ）は、和歌山県出身の元プロ野球選手（内野手、右投右打）、コーチ等の野球指導者。

## 経歴

### プロ入り前
箕島高時代は、1年生の秋から「1番・遊撃手」を務め、3年生時は遊撃手と兼任で投手も務めていた。その3年時は夏の和歌山県大会決勝の対桐蔭高校戦でリリーフに失敗し、甲子園出場を逃す。
高校卒業後、社会人野球の松下電器に入部。同期に水本勝己・潮崎哲也がいた。1990年にはアジア競技大会の日本代表に選出されている。
1992年の第63回都市対抗野球大会において、1回戦の大昭和製紙北海道戦で1試合3本塁打を記録している。
1995年、プロ野球ドラフト会議で高校の先輩である東尾修監督の西武ライオンズから5位指名を受け入団。潮崎と再びチームメイトとなった。

### プロ入り後
1年目は4試合の出場にとどまったが、2年目の1997年には外野手にも挑戦。その結果先発出場が増加し、93試合に出場。しかし翌年以降は控えとしての出場が多くなる。
2002年オフ、千葉ロッテマリーンズへ移籍。移籍1年目には守備固めを中心に82試合に出場したが、翌2004年5月3日のオリックス・ブルーウェーブ戦で谷佳知の放ったショートゴロが顔面を直撃し骨折。負傷交代となり、結果的にこれが現役最後の一軍での試合出場となった。
2005年10月4日、戦力外通告を受け、現役を引退。

### 引退後
2006年はGyaOのマリーンズ中継の解説などを担当。その後、ロッテと提携する中国野球リーグ・中国ホープスターズに選手兼任コーチとして竹清剛治とともに派遣される。
2007年、古巣・西武の一軍守備走塁コーチ補佐に就任。しかしその年のチーム低迷の責任を取る形で、この年限りで解任された。翌年以降は西武主催の少年野球教室に講師として参加。
2011年、社会人野球・クラブチームのNOMOベースボールクラブのコーチとして所属していたが同年で退団。北海道で開催された野球教室に理事長の野茂英雄と共に参加するなどしていた。
2012年、地元・和歌山県唯一の社会人野球チームである和歌山箕島球友会のコーチに就任。
2020年、Honda硬式野球部のコーチに就任。
2022年よりマツゲン箕島硬式野球部に復帰し、助監督に就任。

## 詳細情報

### 年度別打撃成績
| 年 度     | 球 団     | 試 合 | 打 席 | 打 数 | 得 点 | 安 打 | 二 塁 打 | 三 塁 打 | 本 塁 打 | 塁 打 | 打 点 | 盗 塁 | 盗 塁 死 | 犠 打 | 犠 飛 | 四 球 | 敬 遠 | 死 球 | 三 振 | 併 殺 打 | 打 率 | 出 塁 率 | 長 打 率 | O P S |
| --------- | --------- | ----- | ----- | ----- | ----- | ----- | -------- | -------- | -------- | ----- | ----- | ----- | -------- | ----- | ----- | ----- | ----- | ----- | ----- | -------- | ----- | -------- | -------- | ----- |
| 1996      | 西武      | 4     | 8     | 6     | 0     | 0     | 0        | 0        | 0        | 0     | 0     | 0     | 0        | 1     | 0     | 1     | 0     | 0     | 1     | 1        | .000  | .143     | .000     | .143  |
| 1997      | 西武      | 93    | 159   | 127   | 27    | 34    | 4        | 4        | 2        | 52    | 10    | 11    | 2        | 10    | 1     | 20    | 0     | 1     | 27    | 4        | .268  | .369     | .409     | .778  |
| 1998      | 西武      | 39    | 34    | 29    | 5     | 6     | 2        | 1        | 0        | 10    | 2     | 2     | 0        | 2     | 0     | 3     | 0     | 0     | 5     | 1        | .207  | .281     | .345     | .626  |
| 1999      | 西武      | 78    | 111   | 92    | 14    | 20    | 3        | 1        | 0        | 25    | 4     | 5     | 4        | 9     | 0     | 9     | 0     | 1     | 12    | 1        | .217  | .294     | .272     | .566  |
| 2000      | 西武      | 21    | 32    | 28    | 2     | 5     | 0        | 1        | 0        | 7     | 1     | 1     | 1        | 2     | 0     | 2     | 0     | 0     | 5     | 0        | .179  | .233     | .250     | .483  |
| 2001      | 西武      | 62    | 118   | 102   | 11    | 25    | 4        | 0        | 0        | 29    | 2     | 3     | 0        | 7     | 0     | 9     | 0     | 0     | 19    | 5        | .245  | .306     | .284     | .590  |
| 2002      | 西武      | 25    | 16    | 11    | 3     | 2     | 0        | 0        | 0        | 2     | 0     | 0     | 0        | 3     | 0     | 2     | 0     | 0     | 1     | 2        | .182  | .308     | .182     | .490  |
| 2003      | ロッテ    | 82    | 54    | 44    | 12    | 11    | 3        | 2        | 0        | 18    | 5     | 2     | 1        | 4     | 1     | 5     | 0     | 0     | 6     | 2        | .250  | .320     | .409     | .729  |
| 2004      | ロッテ    | 8     | 2     | 2     | 0     | 1     | 1        | 0        | 0        | 2     | 0     | 0     | 0        | 0     | 0     | 0     | 0     | 0     | 0     | 0        | .500  | .500     | 1.000    | 1.500 |
| 通算：9年 | 通算：9年 | 412   | 534   | 441   | 74    | 104   | 17       | 9        | 2        | 145   | 24    | 24    | 8        | 38    | 2     | 51    | 0     | 2     | 76    | 16       | .236  | .317     | .329     | .646  |

### 記録
NPB
- 初出場・初先発出場：1996年9月6日、対近鉄バファローズ20回戦（藤井寺球場）、「9番・二塁手」として先発出場
- 初盗塁：1997年4月13日、対千葉ロッテマリーンズ3回戦（千葉マリンスタジアム）、1回表に二盗（投手：シェーン・デニス、捕手：吉鶴憲治）
- 初安打：同上、3回表にシェーン・デニスから二塁打
- 初打点：1997年5月7日、対福岡ダイエーホークス3回戦（福岡ドーム）、8回表に倉野信次から右翼適時二塁打
- 初本塁打：1997年6月25日、対福岡ダイエーホークス12回戦（宮城球場）、8回裏に河田雄祐の代打として出場、吉武真太郎からソロ

### 背番号
- 30（1996年 - 1999年）
- 6（2000年 - 2002年）
- 53（2003年 - 2005年）
- 87（2007年）